# Franc-tireur

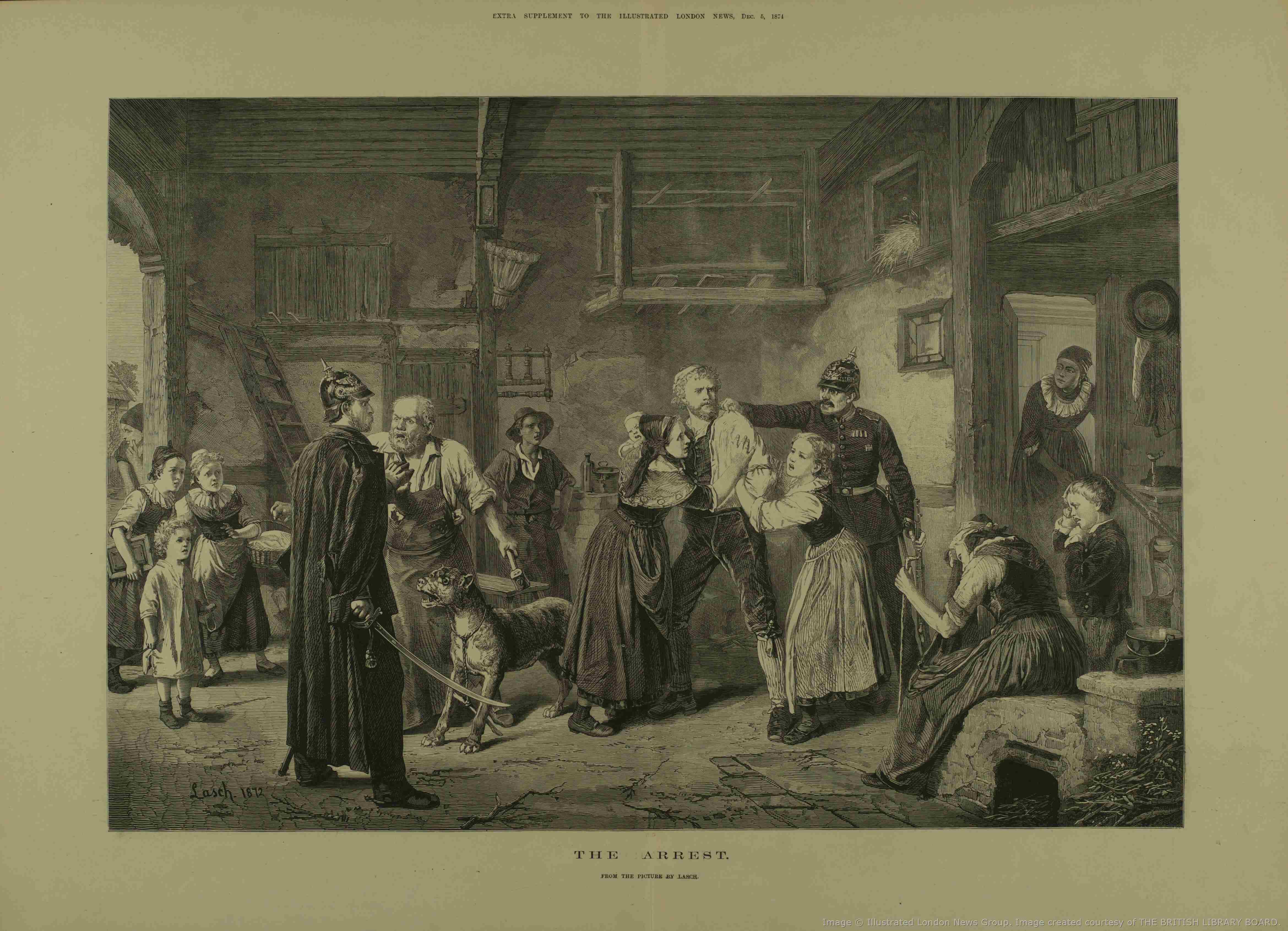
Captura de un franc-tireur, de Carl Johann Lasch.

Un franc-tireur (pronunciado /fʁɑ̃.ti.ʁœʁ/, «francotirador» en francés) era un integrante del ejército irregular creado por Francia al comienzo de la Guerra franco-prusiana (1870-71). También puede referirse a los guerrilleros que operan al margen de las leyes de guerra.

## Orígenes
Durante la Revolución Francesa, un franc-tireur era miembro de un cuerpo de infantería ligera.

## Guerra franco-prusiana

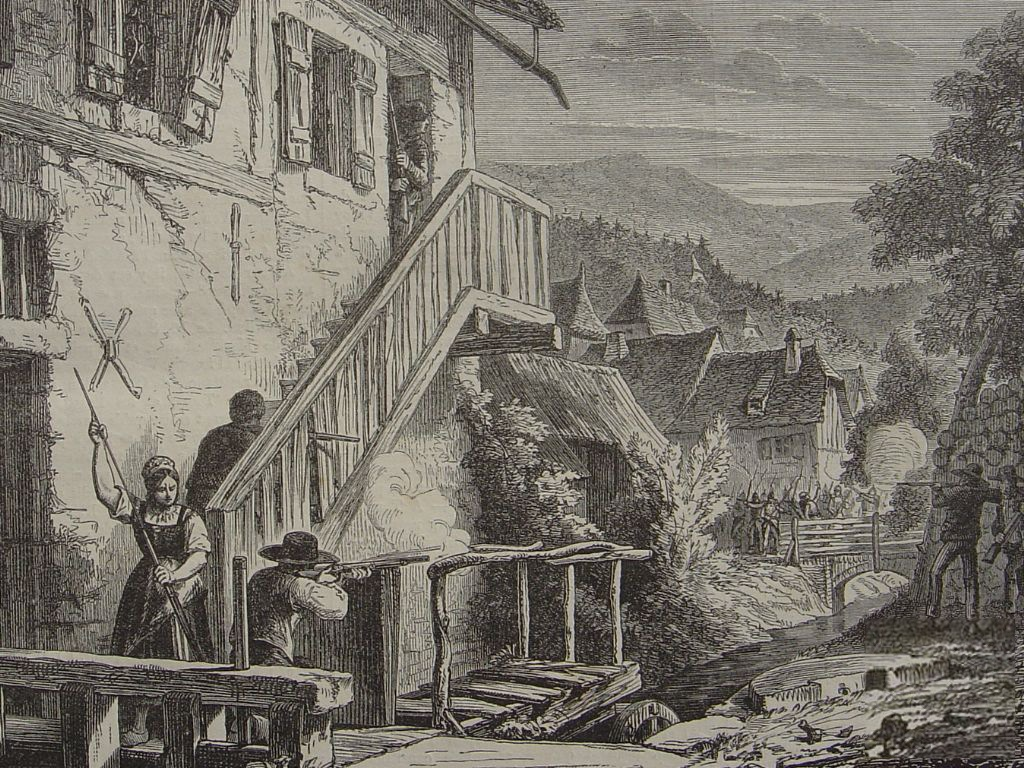
Francs-tireurs en Vosges durante la Guerra franco-prusiana. L'Illustration Européenne, 1870, p. xvii.

Los francs-tireurs surgieron de los clubes de tiro o «Sociétés des Francs-tireurs» creadas en el este de Francia durante la crisis luxemburguesa de 1867. Aunque su interés principal era la práctica del tiro con rifles, en caso de guerra se suponía que se desempeñarían como miliciano o infantería ligera. No iban uniformados, pero tenían los mejores rifles y elegían sus propios oficiales.

Según la Encyclopædia Britannica de 1911: 
« [...] constituyeron a la vez un valioso activo para las fuerzas armadas de Francia y una posible amenaza para el orden interno si llegase el caso de tener que imponer la disciplina militar... Los alemanes ejecutaron a los francs-tireurs capturados como guerrilleros o insurgentes... En julio de 1870, al comienzo de la guerra, el ministro francés de Guerra se hizo con el control de los clubes con el fin de organizarlos para el despliegue en campaña. Sin embargo, no sería hasta el 4 de noviembre, ya bien entrada la levée en masse, que estas milicias se incorporaron bajo las órdenes de los generales de campaña... En octubre de 1870, los francs-tireurs, junto con las tropas del conde de Lipowski, participaron en la defensa de Châteaudun y, en enero de 1871, volaron el puente del ferrocarril sobre el río Mosela en Fontenoy-sur-Moselle.»

## Primera Guerra Mundial
El recuerdo de los ataques de los milicianos y la guerra asimétrica de la Guerra franco-prusiana tuvieron un efecto pronunciado sobre el Alto Mando del Ejército alemán. Durante la Primera Guerra Mundial, la ocupación de los territorios conquistados fue acompañada por ejecuciones sumarias de civiles en respuesta a las acciones de los francs-tireurs, tanto en Francia como en Bélgica, muchas veces simplemente como medidas disuasorias.
Tras la guerra, el general Erich Ludendorff, comandante de las fuerzas alemanas en el Frente Occidental, intentó defender el comportamiento alemán en sus memorias, Meine Kriegserinnerungen, 1914–1918 (1919). Poco después, en un artículo publicado en el Illustrated London News, el escritor británico G. K. Chesterton respondió:
Es asombroso lo torpes que pueden llegar a ser los prusianos en estos asuntos. Ludendorff no debe ser un necio; en todo caso, en su propio oficio sus medidas militares fueron a menudo muy eficaces. Sin embargo, aunque no es un necio cuando se dedica a lo suyo, se convierte en el necio más lamentable y patente cuando intenta justificarlas. De hecho, no podría haber escogido un ejemplo más desafortunado. Un franc-tireur no es, ni muchísimo menos, una persona cuya forma de luchar deba causar asco en un militar. No es, ni muchísimo menos, un tipo que genera amargura en el espíritu militar en general. No es pérfido o un bárbaro o un enemigo extraordinariamente diabólico. Al contrario, el franc-tireur es, en general, un hombre por quien cualquier militar de buena fe sentiría la misma pena que sentiría por un prisionero de guerra honorable. ¿Qué es un franc-tireur? Un franc-tireur es un hombre libre, que lucha por defender su propia granja o familia de los agresores extranjeros, pero que, desafortunadamente, no posee los emblemas y prendas que Prusia tenía catalogados en 1870. En otras palabras, un franc-tireur es usted o yo, o cualquier otro hombre sano que se encuentra, al ser atacado, en posesión de un arma de fuego o pistola y no vestido de forma accidental con un gorro o pantalones de un estilo determinado. Esta distinción no es una distinción moral de ningún tipo, sino una cruda distinción oficial realizada recientemente por el militarismo de Potsdam.

## Estatus como prisionero de guerra
Al ser capturados, los francs-tireurs no siempre eran considerados prisioneros de guerra, y las potencias mundiales, sobre todo, les consideraban combatientes ilegales, por lo cual podían ser ejecutados. Las discusiones sobre este punto en la Conferencia de La Haya de 1899 dieron lugar a la Cláusula Martens, una solución intermedia entre las grandes potencias y los países más pequeños, que insistían en que se les debería considerar combatientes legales.